# Cynthia Stone
Cynthia Stone (Peoria, 26 febbraio 1926 – Miami Beach, 26 dicembre 1988) è stata un'attrice televisiva statunitense.

## Biografia
Inizio la carriera televisiva nel 1949. Nel maggio 1950 sposò Jack Lemmon e dall'unione nacque Chris, nato nel 1954, futuro attore. La coppia divorziò nel 1956.
Nel 1957 sposò in seconde nozze Cliff Robertson. La coppia ebbe una figlia, Stephanie, nata nel 1958. Divorziarono nel 1959.
Nel 1960 sposò Robert MacDougall Stone III. Il matrimonio tra i due durò fino alla sua morte, avvenuta il 26 dicembre 1988, all'età di 62 anni, per cause naturali.

## Filmografia parziale
- Il dottor Kildare (Dr. Kildare) – serie TV, 10 episodi (1964-1966)
- Squadra speciale anticrimine (The Felony Squad) – serie TV, episodio 1x04 (1966)